# Ivar Sjölin
Ivar Sven Lennart "Koran" Sjölin (* 28. September 1918 in Lidköping; † 10. September 1992 ebenda) war ein schwedischer Ringer. Er gewann bei den Olympischen Spielen 1948 in London eine Silbermedaille im freien Stil im Federgewicht.

## Werdegang
Ivar Sjölin begann 1931 als Jugendlicher mit dem Ringen. Er gehörte in seiner gesamten Ringerlaufbahn immer dem gleichen Verein, dem Lidköping AS, an.
Obwohl er viele Jahre lang zur schwedischen Spitzenklasse der Federgewichtsringer in beiden Stilarten (freier Stil und griechisch-römischer Stil) gehörte, gelang ihm nur im Jahr 1948 die Qualifikation für eine internationale Meisterschaft und das waren die Olympischen Spiele dieses Jahres in London. Die Gründe dafür, dass er nicht öfters bei internationalen Meisterschaften eingesetzt wurde, waren die Zeitumstände, denn von 1940 bis 1945 fanden wegen des Zweiten Weltkrieges keine internationale Meisterschaften statt und außerdem war in Schweden, als einer der führenden Ringernationen der Welt, die Konkurrenz sehr groß. Sein Hauptkonkurrent in Schweden war Olle Anderberg, gegen den er sich nicht durchsetzen konnte. 1948 startete Anderberg bei den Olympischen Spielen in London im griechisch-römischen Stil und machte so den Weg für Ivar Sjölin im freien Stil frei.
In London besiegte Ivar Sjölin Paavo Hietala aus Finnland, Bernal Contreras aus Mexiko, Abd el Hamid aus Ägypten, Ferenc Tóth aus Ungarn und Adolf Müller aus der Schweiz. Im Kampf um die Goldmedaille unterlag er dem Türken Gazanfer Bilge nach Punkten. Er gewann damit die Silbermedaille.
Den schwedischen Meistertitel gewann Ivar Sjölin 1950 im freien Stil und 1953 im griechisch-römischen Stil jeweils im Federgewicht.

## Internationale Erfolge
| Jahr | Platz  | Wettbewerb   | Stil | Gewichtsklasse | Ergebnisse |
| 1948 | Silber | OS in London | F    | Feder          | nach Siegen über Paavo Hietala, Finnland, Bernal Contreras, Mexiko, Abd el Hamid, Ägypten, Ferenc Tóth, Ungarn und Adolf Müller, Schweiz und einer Niederlage gegen Gazanfer Bilge, Türkei |

Erläuterungen
- F = freier Stil, GR = griechisch-römischer Stil
- Federgewicht, damals Gewichtsklasse bis 62 kg Körpergewicht
- OS = Olympische Spiele